# Франкс, Джонатан
Джо́натан Франкс (англ. Jonathan Ian Franks; род. 8 апреля 1990, Стоктон-он-Тис, Кливленд) — английский футболист, нападающий клуба «Стоктон Таун».

## Клубная карьера

### «Мидлсбро»
Джонатан - воспитанник молодёжной академии «Мидлсбро».
В составе «Боро» дебютировал 24 мая 2009 года, появившись на замену в матче последнего тура Премьер-Лиги против «Вест Хэма» (1:2).
В сезоне 2009/10 Франкс поначалу оставался на скамейке запасных, но после прихода на пост главного тренера Гордона Стракана стал регулярно появляться на поле. 28 декабря 2009 года в матче против «Барнсли» нападающий впервые вышел в стартовом составе «Боро». 26 января 2010 года в гостевой игре против «Донкастер Роверс» (1:4) Франкс забил свой первый мяч за «речников». До конца сезона форвард отметился ещё двумя голами в ворота «Престон Норт Энд» и «Плимут Аргайл», причём в обоих случаях форвард забивал на 90-й минуте.
На летних предсезонных сборах сезона 2010/11 Франкса стали беспокоить боли в спине и Джонатану была сделана операция, в результате чего он был вынужден пропустить первую половину сезона. Его возвращение на поле состоялось 3 января 2011 года в матче против «Норвич Сити». В феврале форвард снова получил травму и выбыл до середины апреля.
31 августа 2011 года Джонатан был подписан на правах аренды клубом Лиги Два «Оксфорд Юнайтед». Однако вскоре, в ходе товарищеского матча против «Бристоль Сити», Франкс получил травму плеча и ему пришлось вернуться в «Боро». 11 сентября Франксу была сделана операция, а в больное плечо вставлено несколько металлических штифтов. 31 октября Джонатан возвратился в стан «жёлтых». 8 ноября Франкс дебютировал за «Оксфорд» в матче против «Саутенд Юнайтед» в рамках Johnstone's Paint Trophy (0:1). 19 ноября форвард сыграл единственную игру в чемпионате, выйдя на замену в проигранном матче с «Кроули Таун» (1:4). Спустя месяц Джонатан досрочно вернулся в «Боро».
22 февраля 2012 года Франкс вместе со своим одноклубником Джонатаном Граундсом был отправлен в месячную аренду в клуб Лиги Один «Йовил Таун». Спустя три дня Франкс дебютировал за «гловерс», выйдя в стартовом составе в матче против «Карлайл Юнайтед». 13 марта во встрече против «Сканторпа» Джонатан провёл свой первый мяч за «Йовил». До конца чемпионата Джонатан также записал на свой счёт голы в ворота «Рочдейла» и «Ноттс Каунти».

### «Хартлпул Юнайтед»
В начале мая стало известно, что контракт Франкса с «Мидлсбро» продлен не будет и он покинет команду на правах свободного агента.
17 мая 2012 года было официально объявлено о переходе форварда в «Хартлпул Юнайтед». 11 августа Джонатан дебютировал за «Хартлпул» во встрече против «Кру Александра» (0:5) в рамках Кубка Английской Лиги. 1 сентября Франкс открыл счёт своим голам, поразив ворота «Сканторп Юнайтед» и принеся своей команде победу (2:0).

## Международная карьера
Франкс прошёл все английские юношеские сборные от U-16 до U-19.
В составе сборной до 17 лет принимал участие в юношеском чемпионате Европы и чемпионате мира в 2007 году.

## Достижения
- Серебряный призёр юношеского чемпионата Европы по футболу: 2007